# Галеев-галерея
«Галеев-галерея» — частная художественная галерея в Москве, основанная и руководимая искусствоведом Ильдаром Галеевым, специализирующаяся на выставках и изучении русского искусства времён Серебряного века и первых советских десятилетий (1910-е — 1940-е года).

## Художественная и научная работа галереи
Основная задача галереи — это сбор данных и сохранение истории развития искусства в России в XX века
Коллекция и выставки основаны на исторической ценности экспонатов, а не их стоимости. Эта политика галереи определяется её владельцем и руководителем — Ильдаром Галеевым.
Галерея специализируется на показе неизвестных и мало известных произведений мастеров русского авангарда и довоенного (1910—1940) искусства в основном из частных собраний.
Основное текущее направление сбора информации и выставок — это искусство первой трети XX века, сфокусированное на многих талантливых художниках того времени, которые не получили ту известность, которую они заслуживали в силу разных причин. Обычно выставки освещают творчество одного художника. Выставки такой направленности обычно сопровождаются изданием альбома выставки, в котором приводятся публикации данных научного вида о картинах и художниках, обычно уникальных данных, не опубликованных ранее.
Основой научной деятельности галереи является разбор исторических данных, устранение искажений в историографии художников и их творческого пути, реконструкция их биографии и творческой жизни, сохранение истории и ознакомление с ней широкого круга посетителей галереи.

## История
Галерея начала работать в мае 2006 года в культурно-историческом центре Москвы (Большой Козихинский переулок, дом № 19/6, строение 1, вход в арку дома 17).
Среди выставок, проведённых галереей, можно отметить выставки, посвящённые И. В. Савицкому, В. Г. Бехтееву, В. В. Кудряшеву, Е. П. Левиной-Розенгольц, а также выставка посвящена «АРХУМАС» — авангардным архитектурно-художественным мастерским в Казани в начале 1920-х годов, которые возглавлялись К. К. Чеботарёвым и А. Г. Платуновой.
Галереей были впервые представлены архивы известного офортиста В. Н. Васютина, произведения графики К.Рудакова из частных коллекций, архивы ученицы Филонова Алисы Порет и другие.
В 2021—2022 годах состоялась выставка «За фасадом эпохи: истории московских художников 1920-х — 1940-х годов».